# Louise Lehzen
Baronessa Louise Lehzen (Coburgo, 3 ottobre 1784 – Hannover, 9 settembre 1870) è stata la governante, ed in seguito consigliera e compagna, della regina Vittoria del Regno Unito.

## Biografia

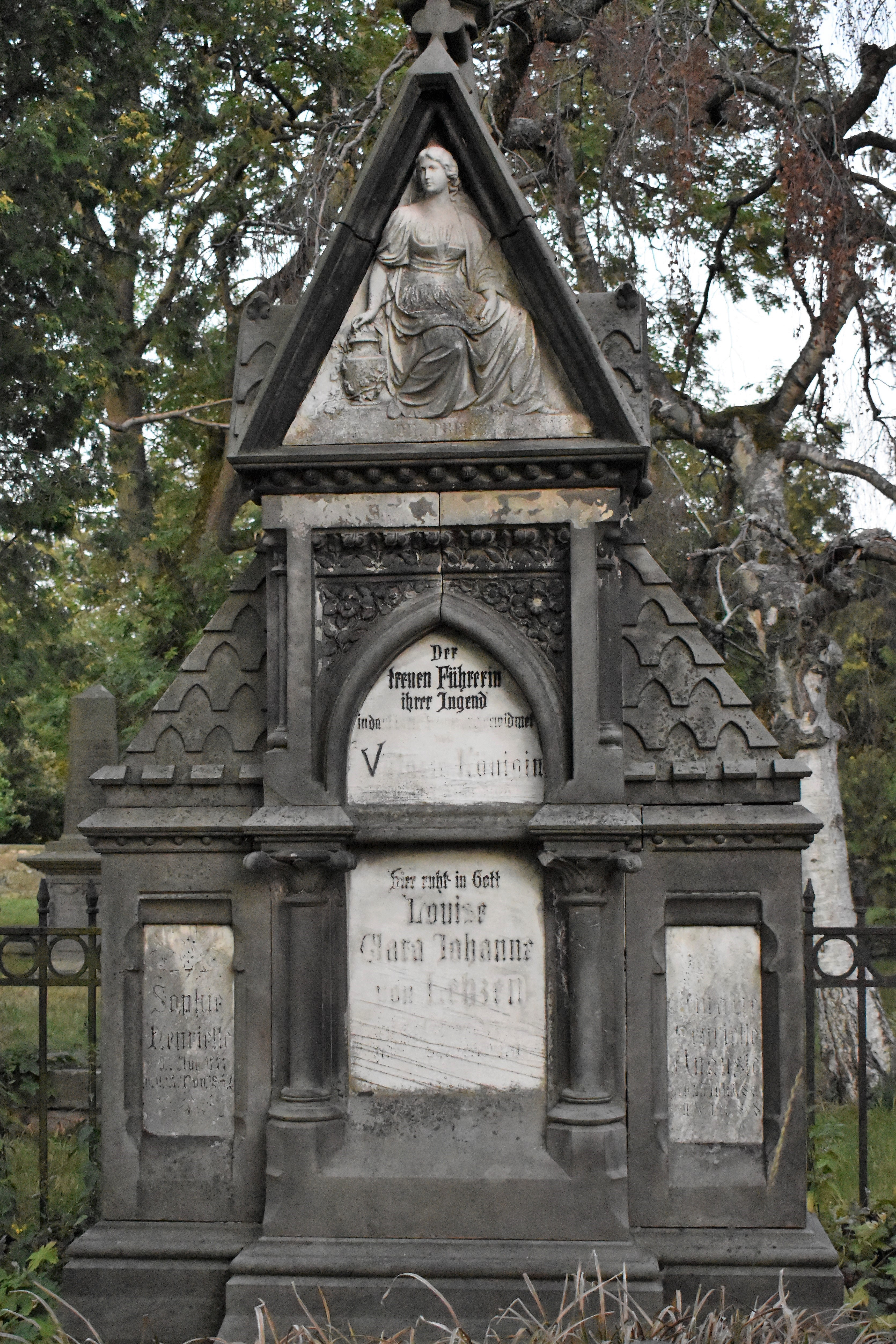
La tomba nel cimitero di Jetenburg (Bückeburg)

Nacque a Coburgo, figlia di un Pastore luterano. Fece parte del seguito della principessa Vittoria di Sassonia-Coburgo-Saalfeld; servì come bambinaia della principessa Feodora di Leiningen, figlia della principessa Vittoria di Sassonia, nata dal suo primo matrimonio con il Principe di Leiningen. La principessa Vittoria sposò in seguito il principe Edoardo Augusto, Duca di Kent e Strathearn, a quel tempo quarto in linea al Trono Britannico. La famiglia intera si trasferì in Inghilterra nel 1819 in modo che il figlio della nuova duchessa di Kent potesse nascere lì, rafforzando il diritto del bambino al trono, ma nacque una bambina, battezzata Alessandrina Vittoria in onore di sua madre e del suo padrino, lo zar Alessandro I di Russia. Sarebbe cresciuta diventando la regina Vittoria. Il duca di Kent morì improvvisamente nel 1820, seguito rapidamente da suo padre Re Giorgio III e lo zio di Vittoria, principe reggente, salì al trono con il nome di Giorgio IV. Vittoria era ora terza in linea al trono dopo gli zii, il duca di York e il duca di Clarence, entrambi senza eredi legittimi. In quanto probabile erede, Vittoria doveva essere educata di conseguenza. Ma la duchessa di Kent, a causa di gravi problemi economici, era vicino alla bancarotta, per cui, dopo essersi fatta carico di tutti i debiti del marito, non avrebbe potuto permettersi di assumere una nuova governante, ma Feodora ormai aveva 14 anni, per cui non ne aveva più bisogno e fu così che Louise raggiunse un notevole ascendente sulla giovane principessa e, nel 1824, divenne governante della principessa Vittoria, continuando ad istruirla e curarla, persino dopo che la Duchessa di Northumberland fu formalmente designata quale governante ufficiale. "La cara e buona Lehzen" venne ad occupare un posto, insuperabile, nel cuore di Vittoria, persino superiore a quello della sua stessa madre, la Duchessa di Kent. L'educazione che Vittoria ricevette da Louse fu rudimentale ma solida: imparò a parlare francese, tedesco e inglese, ebbe un'ottima padronanza di storia e geografia e divenne esperta in materia religiosa; tuttavia la sua educazione fu quasi completamente carente nelle materie utili per diventare regina, come la letteratura classica, la filosofia e la politica estera. La Lehzen infatti possedeva scarse conoscenza di queste materie.
Nel 1827 il Duca di York morì, rendendo il Duca di Clarence erede presuntivo. Giorgio IV morì nel 1830 e gli successe suo fratello, con il titolo di Re Guglielmo IV. Guglielmo riconobbe Vittoria come sua erede, mentre la Lehzen venne nominata baronessa dal nuovo sovrano. In quel periodo ebbe luogo il famoso aneddoto in cui la Lehzen fece scivolare fuori una copia della genealogia del Casato di Hannover da uno dei libri di lezione della Principessa. Dopo aver riflettuto per qualche tempo, Vittoria notò che suo padre, se fosse stato ancora vivo, sarebbe stato il prossimo in linea al trono dopo il Re, e che quest'ultimo e la Regina Adelaide non avevano avuto figli. Quella fu la prima volta che Vittoria realizzò il destino previsto da molti fin dalla sua nascita; che sarebbe diventata la prossima regina inglese. Dopo una pausa, Vittoria avrebbe detto "Io sarò buona"
Quando Vittoria salì al trono nel 1837, dopo la morte di suo zio Guglielmo IV, la baronessa Lehzen si insediò a Buckingham Palace come una specie di segretaria privata non ufficiale. A quel punto aveva totalmente rimpiazzato la madre di Vittoria sia negli affetti che nell'influenza. Gli appartamenti della Lehzen erano accanto a quelli della Regina, mentre la Duchessa di Kent fu confinata in una serie di stanze lontane da quelle di Vittoria. Per i primi anni del regno di Vittoria, e specialmente prima del suo matrimonio con il Principe Alberto di Sassonia-Coburgo-Gotha nel 1840, la baronessa Lehzen ebbe una grande influenza sulle opinioni della regina, sia in ambito politico, che nelle questioni personali, nonostante il fatto che lei non fosse apertamente coinvolta negli affari di Stato.
L'arrivo di Alberto, il principe consorte, cambiò gli assetti. Alberto era ben educato, aveva appena completato un tour in Europa, preceduto da anni di frequentazione presso l'Università di Bonn. La corte inglese fu inoltre sbigottita dalla sua puritana sensibilità tedesca.
Alberto fece notare alla moglie gli sprechi e le inefficienze che la circondavano, ma la cura della Casa della Regina era la mansione speciale della baronessa Lehzen, e Vittoria la difese. La Lehzen, nonostante la crescente devozione di Vittoria verso suo marito, non esitò a tramare contro quest'ultimo, ricordando a Vittoria che lei era la Regina e non Alberto: in altre parole, lei doveva dare gli ordini e lui doveva obbedire.
La principessa Vittoria, nacque il 22 novembre del 1840, e la madre decise di affidare alla baronessa Lehzen la gestione degli appartamenti e del personale al servizio della bambina, la quale a sua volta affidò il compito nelle mani di Mrs. Southey e Sir James Clark, il medico reale, contro le obiezioni di Alberto che riteneva Clark del tutto inadeguato all'impiego, dopo che aveva screditato sé stesso un anno prima, durante la vicenda di Lady Flora Hastings.
In seguito la Principessa Reale si ammalò, ma Clarck diagnosticò che si trattava di una colica di nessuna importanza e non vi era motivo per preoccuparsi. Le condizioni della giovane principessa si aggravarono seriamente. Alberto, devoto alla sua primogenita, affrontò Vittoria sulla scelta del personale selezionato dalla baronessa. Ci fu una violenta lite, dopo di che Alberto dichiarò che avrebbe lasciato la vicenda in mano alla moglie, e la responsabilità sarebbe stata della Regina se la bambina fosse morta. Dopo questa discussione, Vittoria si affidò a lui e, nel 1842, licenziò la Lehzen. Quando venne licenziata ritornò nella sua nativa Germania. Visse con la pensione di 10.000 sterline che Vittoria le spediva annualmente, e aveva l'abitudine di tappezzare le pareti del suo appartamento con qualsiasi ritratto della regina che riusciva a trovare o ritagliare dai giornali. Continuò a considerare Vittoria affettuosamente e spesso scriveva alla regina, che rispondeva con commozione al suo perduto mentore. La baronessa Lehzen morì ad Hannover nel 1870.